# Свято Цапа
Свято Цапа (ісп. La Fiesta del Chivo) — роман 2000 року перуанського лауреата Нобелівської премії з літератури Маріо Варгаса Льйоси. Події книги розгортаються в Домініканській Республіці та зображують вбивство домініканського диктатора Рафаеля Трухільйо та його наслідки з двох різних точок зору, що відрізняються одним поколінням: під час і одразу після самого вбивства, у травні 1961 року; та тридцять п'ять років потому, у 1996 році. Протягом усієї книги також містяться роздуми про розквіт диктатури в 1950-х роках та її значення для острова та його мешканців.
Роман розповідає про три переплетені сюжетні лінії. Перша розповідає про жінку, Уранію Кабраль, яка повертається до Домініканської Республіки після довгої відсутності, щоб відвідати свого хворого батька. Зрештою, вона згадує події зі своєї юності, перш ніж розповісти давню таємницю своїй тітці та двоюрідним братам і сестрам. Друга сюжетна лінія зосереджується на останньому дні життя Трухільйо з моменту його пробудження та показує нам внутрішнє коло режиму, до якого колись належав батько Уранії. Третя лінія зображує вбивць Трухільйо, багато з яких раніше були лояльними до уряду, коли вони чекають на його машину пізно вночі; після вбивства ця сюжетна лінія показує переслідування вбивць. Кожен аспект сюжету книги розкриває різний погляд на політичне та соціальне середовище Домініканської Республіки, минуле та сьогодення.
Читачам показують спадну спіраль режиму, вбивство Трухільйо та його наслідки очима людей з його кола, змовників та жінки середнього віку, яка озирається назад. Таким чином, роман є калейдоскопічним портретом диктаторської влади, включаючи її психологічні наслідки та довгостроковий вплив. Теми роману включають природу влади та корупції, а також їхній зв'язок з мачизмом або сексуальними збоченнями в жорстко ієрархічному суспільстві з чітко гендерними ролями. Пам'ять та процес запам'ятовування також є важливою темою, особливо в оповіді Уранії, коли вона згадує свою молодість у Домініканській Республіці. Її історія (і книга в цілому) закінчується, коли вона розповідає про жахливі події, які призвели до того, що вона покинула країну у віці 14 років.
Варгас Льйоса переплітає вигадані елементи та історичні події: книга не є документальною, а родина Кабраль, наприклад, повністю вигадана. З іншого боку, персонажі Трухільйо та вбивць Трухільйо взяті з історичних записів; Варгас Льйоса вплітає реальні історичні випадки жорстокості та гноблення в історії цих людей, щоб краще висвітлити природу режиму та реакцію, яку він викликав. За словами Варгаса Льйоси: «Це роман, а не історична книга, тому я взяв на себе дуже багато вольностей. […] Я поважав основні факти, але я змінив і спотворив багато речей, щоб зробити історію більш переконливою — і я не перебільшував».
Роман отримав переважно позитивні відгуки, деякі рецензенти відзначили зображення в книзі взаємозв'язку між сексуальністю та владою, а також графічні описи насильницьких подій. Книгу описали як потужне дослідження злочинів, пов'язаних з диктатурою, та свідчення небезпеки абсолютної влади.
Фільм за мотивами роману вийшов у 2005 році, у головних ролях знялися Ізабелла Росселліні, Пол Фрімен, Томас Міліан та Стефані Леонідас. Хорхе Алі Тріана та його дочка Вероніка Тріана написали сценарій для театру у 2003 році.

## Передісторія
«Свято Цапа» — це лише другий роман Варгаса Льйоси, дія якого відбувається за межами Перу (першим був «Війна кінця світу»). Він також незвичайний тим, що це перший роман, у якому головна героїня — жінка. Як пише критикиня Лінн Волфорд про головну героїню цього роману, а також про героїню наступної книги Варгаса Льйоси «Шлях до раю»: «обидві абсолютно не схожі на жодну з інших жіночих персонажів у його попередніх романах».
Роман досліджує диктаторський режим Рафаеля Леонідаса Трухільйо Моліни в Домініканській Республіці. Трухільйо, за словами історика Еріка Роорди, був «особою значного впливу в історії Домініканської Республіки та Карибського басейну», який керував «одним із найстійкіших режимів ХХ століття» протягом тридцяти одного року між захопленням влади в 1930 році та вбивством у 1961 році. Трухільйо навчався у Корпусі морської піхоти США під час окупації острова Сполученими Штатами та закінчив Військову академію Гайна в 1921 році. Після виведення військ США з острова в 1924 році він став головою Домініканської національної поліції, яка під його командуванням була перетворена на Домініканську національну армію та особисту «практично автономну базу влади» Трухільйо.
Трухільйо офіційно був диктатором лише з 1930 по 1938 рік та з 1942 по 1952 рік, але фактично залишався при владі протягом усього періоду. Хоча його режим був загалом націоналістичним, Даніель Чіро зазначає, що він «не мав особливої ідеології», а його економічна та соціальна політика була в основному прогресивною.
Назва роману взята з популярної домініканської меренге Mataron al Chivo («Убивство Цапа»), яка стосується вбивства Трухільйо 30 травня 1961 року. Меренге — це музичний стиль, створений Ньїко Лорою в 1920-х роках та активно пропагований самим Трухільйо. Зараз він вважається національною музикою країни. Культурні критики Джулі Селлерс та Стівен Ропп коментують цей конкретний меренге, що, уявляючи диктатора як тварину, яку можна перетворити на рагу (як це часто траплялося з цапами, яких збивали на дорогах Домініканської Республіки), пісня «дала тим, хто виконував, слухав і танцював під цей меренге, відчуття контролю над ним і над собою, якого вони не відчували понад три десятиліття». Варгас Льйоса цитує слова цієї меренге на початку свого роману.
|                                          | Тридцятого травня народ наш гуляє Радісно свято своє відзначає То Свято Цапа, тріумф свободи... Оригінальний текст (ісп.) El pueblo celebra con gran entusiasmo la Fiesta del Chivo el treinta de mayo. |
| — «Убивство Цапа», домініканська меренге | |

## Сюжет
Оповідь роману поділена на три окремі частини. Одна зосереджена на Уранії Кабраль, вигаданій домініканській персонажці; інша розповідає про змовників, причетних до вбивства Трухільйо; а третя зосереджена на самому Трухільйо. У романі ці сюжетні лінії чергуються, перестрибуючи з 1961 по 1996 рік, з частими спогадами про попередні періоди правління Трухільйо.
Роман починається з повернення Уранії до її рідного міста Санто-Домінго, яке було перейменовано на Сьюдад-Трухільйо за часів правління Трухільйо. Ця сюжетна лінія значною мірою інтроспективна, вона стосується спогадів Уранії та її внутрішнього сум'яття через події, що передували її від'їзду з Домініканської Республіки тридцять п'ять років тому. Уранія втекла від режиму Трухільйо, що руйнувався, у 1961 році, заявивши, що планувала навчатися під керівництвом черниць у Мічигані. У наступні десятиліття вона стає відомою та успішною нью-йоркською адвокаткою. Зрештою, вона повертається до Домініканської Республіки в 1996 році, спонтанно, перш ніж виявляється змушеною протистояти своєму батькові та елементам свого минулого, які вона довго ігнорувала. Розмовляючи зі своїм хворим батьком, Агустіном Кабралем, Уранія все більше згадує гнів і огиду, які призвели до її тридцяти п'яти років мовчання. Уранія переповідає про падіння свого батька в політичну опалу, розкриваючи при цьому зраду, яка є суттєвим кінцем між сюжетною лінією Уранії та сюжетною лінією самого Трухільйо.
Друга та третя сюжетні лінії розгортаються у 1961 році, за тижні до та після вбивства Трухільйо 30 травня. Кожен вбивця має свою власну передісторію, яка пояснює мотивацію його участі у змові з метою вбивства. Кожен з них зазнав кривди з боку Трухільйо та його режиму, тортур та жорстокості, або ж через напади на його гордість, релігійну віру, мораль та близьких. Варгас Льйоса переплітає історію чоловіків зі спогадами, що виринають у ніч смерті Трухільйо, коли змовники чекають на «Цапа». З цими історіями пов'язані дії інших відомих трухільїстів того часу: Хоакіна Балагера, президента-маріонетки; Джонні Аббеса Гарсії, нещадного голови Служби військової розвідки (SIM) та інших — деякі реальні, деякі є частково натхненні історичними постатями, а деякі — суто вигадані.
Третя сюжетна лінія стосується думок та мотивів самого Рафаеля Леонідаса Трухільйо Моліни. Розділи, що стосуються «Цапа», згадують основні події його життя, включаючи різанину тисяч домініканців-гаїтян у 1937 році. Вони також стосуються напружених міжнародних відносин Домініканської Республіки під час Холодної війни, особливо зі Сполученими Штатами за часів президентства Джона Ф. Кеннеді та Кубою за часів Кастро. Варгас Льйоса також розмірковує над найпотаємнішими думками Трухільйо та малює картину людини, чиє фізичне тіло поступово підводить його. Трухільйо мучиться як через нестриманість, так і через імпотенцію. Зрештою, його сюжетна лінія перетинається з розповіддю Уранії, коли з'ясовується, що Трухільйо сексуально домагався Уранії. Він не може досягти ерекції з Уранією та, у розпачі, ґвалтує її голими руками. Ця подія є основою сорому та ненависті Уранії до власного батька. Крім того, це причина постійного гніву Трухільйо через «анемічну маленьку сучку», яка була свідком його імпотенції та емоцій, а також причина, чому він прямує переспати з іншою дівчиною в ніч свого вбивства.
В останніх розділах роману три сюжетні лінії перетинаються дедалі частіше. Тон цих розділів особливо похмурий, оскільки вони стосуються переважно жахливих тортур і смерті вбивць від рук урядових агентів, провалу перевороту, зґвалтування Уранії та поступок, зроблених найжорстокішим прихильникам Трухільйо, що дозволило їм здійснити свою жахливу помсту змовникам і втекти з країни. Книга закінчується тим, що Уранія готується повернутися додому, цього разу сповнена рішучості підтримувати зв'язок зі своєю родиною на острові.

## Персонажі

### Сучасність
Уранія Кабраль та її батько Агустін Кабраль з'являються як у сучасній, так і в історичній частинах роману. У 1996 році Уранія вперше після свого від'їзду у віці 14 років повертається до Домініканської Республіки. Вона — успішний нью-йоркський адвокат, яка провела більшу частину останніх 35 років, намагаючись подолати травми свого дитинства, мету, яку вона прагне досягти через академічне захоплення Трухільйо та історією Домініканської Республіки. Уранія глибоко стурбована подіями свого минулого і змушена зіткнутися зі своїм батьком Агустіном щодо його ролі в цих подіях. Уранія відвідує батька, виявляючи, що він ослаблений віком та важким інсультом, настільки, що він ледве здатний фізично реагувати на її присутність, не кажучи вже про розмову. Агустін безпорадно слухає, як Уранія розповідає про своє минуле та минуле її батька, високопоставленого члена близького кола Трухільйо, та про його різке падіння. Уранія детально описує роль Агустіна в подіях, які призвели до зґвалтування її лідером Домініканської Республіки, а також до подальшого життя, пов'язаного з безшлюбністю та емоційною травмою. Персонаж Агустіна в сучасній частині роману слугує переважно резонатором для спогадів Уранії про епоху Трухільйо та події, що супроводжували як ганьбу Агустіна Кабраля, так і втечу Уранії з країни. Його відповіді зазвичай мінімальні або безголосні, незважаючи на палкість звинувачень Уранії та жахливість його власних дій під час правління Трухільйо.

### Режим Трухільйо

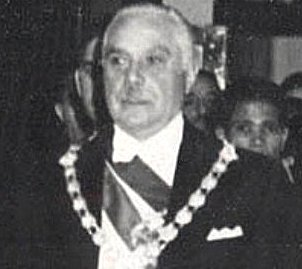
Диктатор Домініканської Республіки та центральна фігура роману Рафаель Леонідас Трухільйо.

Рафаель Трухільйо, також відомий як Цап, Вождь та Благодійник, — персонаж, заснований на реальному диктаторі Домініканської Республіки з 1930 по 1961 рік та офіційному президенті Республіки з 1930 по 1938 рік та з 1943 по 1952 рік У творі Варгас Льйоса уявляє найпотаємніші думки диктатора та переповідає останні години Цапа з власної точки зору.
Персонаж Трухільйо бореться зі старінням та фізичними проблемами нетримання сечі та імпотенції. Через вигадані події та оповідь від першої особи читач отримує уявлення про людину, яка протягом своїх «тридцяти одного року жахливих політичних злочинів» модернізувала інфраструктуру та армію країни, але атака режиму на ворогів за кордоном (зокрема, спроба вбивства Ромуло Бетанкура, президента Венесуели) призвела до запровадження економічних санкцій проти Домініканської Республіки Організацією американських держав у 1950-х роках. Економічний спад, який стався внаслідок цього, у поєднанні з іншими факторами, призводить до змови з метою вбивства, підтриманої ЦРУ, яка поклала край життю Трухільйо 30 травня 1961 року.
Режим Трухільйо підтримує Джонні Аббес Гарсія, голова Служби військової розвідки (SIM), жорстока людина, якій приписують багато «зникнень,… страт,… раптових падінь у немилість». Аббес та його офіцери розвідки відомі своєю жорстокістю, зокрема звичкою вбивати дисидентів, кидаючи їх у води, що кишать акулами. Полковник Аббес «може бути дияволом, але він корисний для Вождя; все погане приписують йому, а тільки хороше — Трухільйо».
Син Трухільйо, Рамфіс Трухільйо, є вірним прихильником Вождя. Після невдалих спроб навчання в Сполучених Штатах Рамфіс повертається до Домініканської Республіки, щоб служити в армії свого батька. Він відомий бабій. Після смерті Трухільйо Рамфіс прагне помсти, навіть катуючи та вбиваючи свого дядька, генерала Хосе Романа, за його участь у змові з метою вбивства.
Хоакін Балагер, маріонетковий президент часів правління Трухільйо, також є його прихильником, і спочатку його, здавалося б, нешкідливий характер не має реальної влади. Після смерті Трухільйо спокій і безтурботність Балагера призводять до реальних змін у його характері, і генерал Роман зазначає, що «ця незначна людина, яку всі завжди вважали звичайним клерком, суто декоративною фігурою в режимі, почала набувати дивовижної влади». Саме Балагер керує більшою частиною дій в останніх розділах книги.

### Змовники
Сюжетна лінія, що стосується вбивства, в основному розповідає про чотирьох змовників, які безпосередньо беруть участь у смерті Трухільйо. Антоніо Імберт Баррера — один з небагатьох змовників, який вижив після жорстоких репресій, що послідували за вбивством Трухільйо. Імберт — політик, який розчаровується в обмані та жорстокості режиму Трухільйо. Його перший план убити Трухільйо був зірваний невдалою спробою повалення режиму кубинськими воєнізованими формуваннями. Переконавшись у складності свого завдання, Імберт приєднується до інших змовників у плануванні смерті Трухільйо.
Серед інших — Антоніо де ла Маса, один з особистих охоронців Трухільйо. Брата Антоніо вбивають в рамках урядового приховування, і Антоніо клянеться помститися Трухільйо. Сальвадор Естрелья Садхала, відомий як «Турк», — побожний католик, який, обурений численними злочинами режиму проти Бога, клянеться боротись проти Трухільйо. Зрештою, Турк здається, боячись, що режим катуватиме його родину. Потім і Турка, і його невинного брата катують протягом місяців. Його батько залишається вірним Трухільйо та зрікається Турка прямо в обличчя. Незважаючи на все це, Турк відмовляється покінчити життя самогубством і не втрачає віри в Бога. Пізніше його страчують Рамфіс та інші високопоставлені урядовці.
Близький друг Турка, Амадо Гарсія Герреро, відомий як Амадіто, є лейтенантом армії, який віддав свою кохану як доказ своєї вірності Трухільйо, а потім був змушений убити її брата, щоб довести свою вірність Трухільйо. Огида Амадіто до себе та розчарування в режимі призводять до його рішення допомогти вбити Трухільйо. Після вбивства він ховається з де ла Масою та гине в бою. Після вбивства Амадіто та Антоніо де ла Маса вирішують боротися з членами SIM, які приходять, щоб заарештувати їх, воліючи померти в бою, ніж бути захопленими в полон та катованими.

## Основні теми
Основні теми роману включають політичну корупцію, мачизм, пам'ять, а також письмо та владу. Ольга Лоренцо, рецензент журналу «The Melbourne Age», вважає, що загалом метою Варгаса Льйоси є розкриття ірраціональних сил латинської традиції, які породжують деспотизм.

### Політична корупція
Структура домініканського суспільства була ієрархічною, з чітко визначеними гендерними ролями. Рафаель Трухільйо, правитель, був жорстоким диктатором, який переслідує народ Санто-Домінго навіть через 35 років після своєї смерті. Він справжній каудильйо, який править з жорстокістю та корупцією. Він створює культ особистості у своєму капіталістичному суспільстві та заохочує занепад у своєму режимі. Перед підвищенням на відповідальну посаду офіцер повинен пройти «випробування на вірність». Його люди повинні залишатися вірними йому будь-якою ціною. Їхня слухняність періодично випробовується публічним приниженням та осудом, хоча акти нелояльності були рідкістю. Трухільйо ґвалтує як жінок, так і дітей як вияв своєї політичної/сексуальної влади. У деяких випадках він сексуально домагається дружини чи дитини своїх лейтенантів, багато з яких досі залишаються сліпо вірними. Навіть церква та військові установи використовуються для того, щоб надавати жінок тирану для задоволення.
Багато вбивць належали до режиму Трухільйо або в певний момент були його відданими прихильниками, але їхня підтримка його була підірвана злочинами держави проти власних громадян. Імберт, один з убивць, підсумовує це усвідомлення в коментарі, викликаному вбивством сестер Мірабаль: «Вони вбивають наших батьків, наших братів, наших друзів. А тепер вони вбивають наших жінок. А ми сидимо тут, змирившись, чекаємо своєї черги». В інтерв'ю Варгас Льйоса описує корупцію та жорстокість режиму Трухільйо: «Він мав більш-менш усі спільні риси латиноамериканського диктатора, але доведені до крайності. У жорстокості, я думаю, він значно відійшов від інших — і в корупції також».

### Мачизм
За словами літературознавця Пітера Ентоні Нейсси, двома важливими компонентами мачизму є агресивна поведінка та гіперсексуальність. Агресивна поведінка проявляється у демонстрації сили та влади, тоді як гіперсексуальність виявляється через сексуальну активність з якомога більшою кількістю партнерок. Ці два компоненти формують зображення Трухільйо та його режиму у романі. Як зазначає Лоренцо, Варгас Льйоса «розкриває традиції мачизму, жорстоких батьків та практики виховання дітей, які повторюють ганьбу дітей, так що кожне покоління залишає наступному в'янення душі».
Проявляючи обидва аспекти мачизму, Трухільйо вимагав, щоб його помічники та кабінет міністрів надали йому сексуальний доступ до своїх дружин або дочок. Маріо Варгас Льйоса писав про мачизм Трухільйо та його ставлення до жінок: «він лягав у ліжко з дружинами своїх міністрів не лише тому, що йому подобалися ці жінки, а й тому, що це був спосіб перевірити його міністрів. Він хотів знати, чи готові вони прийняти це крайнє приниження. Головним чином міністри були готові грати цю гротескну роль — і вони залишалися вірними Трухільйо навіть після його смерті». Сексуальні завоювання Трухільйо та публічні приниження його ворогів також служать підтвердженням його політичної влади та мачизму. За словами Нейсси, «мається на увазі, що максимальна мужність дорівнює політичному домінуванню».
Спроба Трухільйо сексуально завоювати Уранію є прикладом як політичних маніпуляцій Агустіном Кабралем, так і сексуальної влади над молодими жінками. Однак, оскільки пеніс Трухільйо залишається млявим протягом усієї зустрічі, і він принижений перед молодою дівчиною, зустріч не задовольняє його вимоги до мачизму.

### Пам'ять
Усі сюжетні лінії роману так чи інакше стосуються пам'яті. Найбільш очевидне протистояння пам'яті відбувається з боку Уранії Кабраль, яка вперше за 30 років повернулася до Домініканської Республіки. Невдовзі Уранія змушена зіткнутися зі своїм батьком та травмами, які змусили її покинути країну у 14 років. Вона стала жертвою сексуального насильства з боку самого Трухільйо, жертви, на яку пішов її батько, щоб спробувати знову здобути прихильність диктатора (факт, на який вона натякає протягом усієї книги, але який розкривається лише в самому кінці). Книга завершується тим, що вона розповідає спогади про ту ніч своїй тітці та двоюрідним братам і сестрам, які так і не дізналися справжньої причини її від'їзду з країни. Коли її тітка здивована тим, що вона пам'ятає всі ці деталі, Уранія відповідає, що хоча вона багато чого забуває, вона пам'ятає все про ту ніч. Для Уранії забувати про злочини, скоєні режимом, неприйнятно. Її батько, з іншого боку, не здатний приєднатися до неї в цьому процесі спогадів, оскільки він переніс інсульт і не здатний говорити. Однак Уранія сердиться, що він вирішив забути ці речі, хоча ще був здатний їх визнати.
Пам'ять також важлива в розділах роману, присвячених вбивцям. Кожен з них згадує події, які спонукали його взяти участь у вбивстві Трухільйо. Серед цих інцидентів були викрадення та вбивство Галіндеса 1956 року, вбивство сестер Мірабаль 1960 року та розрив з католицькою церквою 1961 року. Варгас Льйоса використовує ці історичні події, щоб пов'язати вбивць з конкретними моментами, що демонструють насильство режиму Трухільйо. Трухільйо також зображений як людина, що розмірковує про своє минуле, не в останню чергу про власне формування та навчання у морській піхоті США.
Але понад усе, Маріо Варгас Льйоса використовує вигадану Уранію, щоб полегшити спробу роману згадати режим. Роман починається та закінчується історією Уранії, ефективно обрамляючи наратив з точки зору пам'яті про минуле та розуміння його спадщини в сьогоденні. Крім того, завдяки своєму академічному вивченню історії режиму Трухільйо, Уранія також стикається з пам'яттю про режим для країни в цілому. Це відповідає одній з цілей книги, яка полягає в тому, щоб забезпечити аби звірства диктатури та небезпеки абсолютної влади пам'яталися новим поколінням..

### Влада
У своєму трактуванні роману Марія Рехіна Руїс стверджує, що «влада дає своєму володареві здатність встановлювати заборони; заборони, які відображаються в історії, вивчення якої показує, що розповідається, а що ні». Дії уряду у романі демонструють дискурс заборони: іноземним газетам і журналам було заборонено в'їжджати до країни Трухільйо, оскільки їх вважали загрозою для ідей уряду. Маріо Варгас Льйоса бере участь у цьому дискурсі, розповідаючи про те, що було заборонено.
Руїс зазначає, що роман також має силу змінювати реальність. Він повертає читача в минуле, дозволяючи йому зрозуміти міфи чи спотворені історії, розказані істориками. Руїс стверджує, що знання минулого є вирішальним для розуміння сьогодення, яке веде нас до постмодернізму, і стверджує, що «Свято Цапа» можна розглядати як постмодерністський дискурс, який надає сили відтворенню історії.
Конструювання вигадок навколо подій режиму Трухільйо дозволяє певний ступінь свободи від жахів, що відбувалися. Авторка Джулія Альварес стверджує, що ці події можна «остаточно зрозуміти лише за допомогою вигадки, остаточно виправити лише за допомогою уяви», тоді як Річард Паттерсон стверджує, що Варгас Льйоса «переосмислює та значною мірою деміфологізує» Трухільйо та його жорстоке правління за допомогою наративної структури. Творчість Варгаса Льйоси діє як катарсична сила для цього періоду історії.

## Факти та вигадки
Роман — це поєднання фактів та вигадки. Поєднання цих двох елементів є важливим у будь-якому історичному романі, але особливо у «Святі Цапа», оскільки Варгас Льйоса вирішив розповісти про реальну подію крізь уяву як реальних, так і вигаданих персонажів. Деякі персонажі є вигаданими, а ті, що не є вигаданими, все ще мають вигадані аспекти у книзі. Загальні деталі вбивства є правдивими, а вбивці — усі реальні люди. Поки вони чекають на прибуття диктатора, вони розповідають про реальні злочини режиму, такі як вбивство сестер Мірабаль. Однак інші деталі вигадані Варгасом Льйосою, наприклад вбивство брата коханої жінки Амадіто.
Ті, хто перебуває всередині режиму, також є сумішшю вигаданих персонажів та реальних людей. Президент Балагер реальний, але вся родина Кабраль повністю вигадана. За словами Вольфа, Варгас Льйоса «використовує історію як відправну точку для побудови художньої розповіді про „духовну колонізацію“ Трухільйо Домініканської Республіки, яку пережила одна домініканська родина». Вигадана родина Кабраль дозволяє Варгасу Льйосі показати дві сторони режиму Трухільйо: через Агустіна читач бачить найвищу відданість та жертву лідеру нації; через Уранію — насильство режиму та спадщину болю, яку він залишив після себе. Варгас Льйоса також художньо описав внутрішні думки персонажів, які не були вигаданими, особливо думки самого Цапа. За словами літературознавця Річарда Паттерсона, «думки Варгаса Льйоси розширюються аж до самої „темної області“ свідомості Трухільйо (як оповідач наважується це уявити)».
Варгас Льйоса також створив образ режиму за допомогою складних історичних подій. Щодо історичної точності книги, Варгас Льйоса сказав: «Це роман, а не історична книга, тому я взяв на себе дуже багато вольностей. Єдиним обмеженням, яке я собі наклав, було те, що я не збирався вигадувати нічого, що не могло б статися в рамках життя в Домініканській Республіці. Я поважав основні факти, але я змінив і спотворив багато речей, щоб зробити історію більш переконливою — і я не перебільшував».

## Критика
Реалістичний стиль «Свята Цапа» деякі рецензенти визнають відхиленням від більш алегоричного підходу до роману про диктатора. Роман отримав переважно позитивні відгуки, більшість з яких були готові піти на жертви історичною точністю на користь гарного оповідання.
Поширеним коментарем до роману є графічний характер численних актів тортур і вбивств, зображених у ньому. Варгас дозволяє читачеві побачити реалії гнітючого режиму з такою деталізацією, яку не часто використовують його співвітчизники в латиноамериканській літературі, як зазначає Майкл Вуд у London Review of Books: «Варгас Льйоса… розповідає нам набагато більше про деталі щоденних інтриг та брудні, садистські дрібниці тортур і вбивств». Волтер Кірн з The New York Times припускає, що «жахливі сцени допитів у підземеллях і сеансів тортур» кидають інші аспекти роману в бліде світло, позбавляючи їх значення та впливу. Так само Кірн натякає, що «наративний механізм», згаданий Вудом як дещо громіздкий, також створює значною мірою зайву сюжетну лінію. Сюжетна лінія, зосереджена на Уранії Кабраль, Старрок описує як емоційний центр, що фокусує роман, і Вуд погоджується, що її зіткнення з демонами минулого утримують увагу читачів. На противагу цьому, у рецензії Кірна зазначається, що розділи Уранії «балакучі та атмосферні… [і] здаються запозиченими з іншого роду книг».
Більшість рецензій на роман містять або опосередковані, або прямі посилання на взаємозв'язок між сексуальністю та владою. Рецензент журналу «Salon» Лора Міллер, автор «The Observer» Джонатан Гівуд, Волтер Кірн та Майкл Вуд детально описують зв'язок між поступовою втратою Трухільйо абсолютного контролю як над своїм тілом, так і над своїми послідовниками. Засоби, за допомогою яких Трухільйо зміцнює політичну владу за допомогою сексуальних актів і починає втрачати особисті переконання, коли його тіло його підводить, є темами частих обговорень серед рецензентів.
У 2011 році Бернард Дідеріх, автор науково-популярної книги 1978 року «Трухільйо: Смерть Цапа», звинуватив Варгаса Льйосу у плагіаті.

## Адаптації
Англомовна екранізація роману була знята у 2005 році режисером Луїсом Льйосою, двоюрідним братом Маріо Варгаса Льйоси. У головних ролях стрічки були Ізабелла Росселліні в ролі Уранії Кабраль, Пол Фрімен у ролі її батька Агустіна, Стефані Леонідас у ролі Ураніти та Томас Міліан у ролі Рафаеля Леонідаса Трухільйо. Зйомки проходили як у Домініканській Республіці, так і в Іспанії. Рецензуючи фільм для профільного видання Variety, критик Джонатан Голланд зазначив, що головною відмінністю фільму від оригінального роману була жертва психологічними нюансами.
Роман також був адаптований для театральної сцени Хорхе Алі Тріаною та його дочкою Веронікою Тріаною, режисером виступив Хорхе Тріана. П'єса була поставлена (іспанською мовою, але з синхронним перекладом на англійську) в Repertorio Español у Нью-Йорку у 2003 році, згодом постановка переїхала до Ліми у 2007 році. Особливістю сценічної версії роману є те, що один і той самий актор грає як Агустіна Кабраля, так і Рафаеля Трухільйо. На думку рецензента Брюса Вебера, це підкреслює, «що контроль Трухільйо над нацією залежав від боягузливих колаборантів».

## Переклади
Книгу було опубліковано англійською мовою у 2001 році видавництвом Picador у перекладі відомої американської перекладачки Едіт Гроссман (1936—2023), яка вже перекладала попередні романи цього автора, а також багатьох інших представників латиноамериканської та іспанської літератури.
Україномовну версію книги видало видавництво Фабула у 2024 році у перекладі Іларії Шевченко. На початку книги зазначено: «Перекладачка присвячує цю роботу своєму батькові — видатному філософу, політологу, публіцисту Олексію Шевченку, який вважав роман Варгаса Льйоси досконалим у контексті висвітлення „непристойності влади“ та надзвичайно важливим для України в її прагненні позбутися загроз диктаторських режимів і здобуття свободи».

### Українське видання
- Льйоса Маріо Варгас. Свято Цапа: роман: пер. з ісп. І. Шевченко. — Харків: Фабула, 2024. — 462 с. ISBN 978-617-522-168-6